# Square One (álbum de Blackpink)
Square One es el primer álbum sencillo digital coreano de la banda surcoreana Blackpink. Fue lanzado el 8 de agosto de 2016 por YG Entertainment como un sencillo digital y en CD de edición limitada, y contiene dos canciones, los sencillos «Whistle» y «Boombayah».

## Antecedentes y lanzamiento
El sencillo se lanzó el 8 de agosto de 2016 a las 8 p. m. KST a través de varios portales digitales en Corea del Sur y en iTunes para el mercado global.
Las letras fueron escritas por Teddy, Bekuh BOOM y B.I de la banda surcoreana IKON y la música fue compuesta por Teddy, Future Bounce y Bekuh BOOM.
Para promocionar el sencillo, Blackpink interpretó ambas canciones que componen el disco en el programa de música de Corea del Sur Inkigayo del canal SBS, el 14 de agosto de 2016. Una semana después, el 21 de agosto, el grupo ganó su primer trofeo del programa musical para «Whistle» en Inkigayo, convirtiéndose en el grupo de chicas más rápido en lograr esta hazaña.
Las canciones fueron un éxito comercial. «Whistle» encabezó la lista digital de Gaon Chart y «Boombayah» encabezó las canciones digitales mundiales de Estados Unidos, ambas en la primera semana de ventas.

## Vídeos musicales
Los videos musicales de «Whistle» y «Boombayah» fueron dirigidos por Seo Hyun-seung, director de otros vídeos como «I Am the Best» de 2NE1 y «Fantastic Baby» de Big Bang. Fueron lanzados en el canal oficial de YouTube de la banda el 8 de agosto de 2016. Los videos se volvieron virales poco después de ser subidos, y ambos superaron los diez millones de visitas en cinco días.
A partir del 24 de noviembre de 2016, «Boombayah» había acumulado 68 millones de visitas, y a inicios del año 2020, ya cuenta con más de 800 millones de visitas. Por otro lado, «Whistle» tiene más de 400 millones de visitas en Youtube. «Boombayah» también se convirtió en el primer video musical debut de K-pop en alcanzar 50 millones de visitas en YouTube dentro de las nueve semanas desde su lanzamiento. 
El 31 de enero de 2017, el video musical de «Boombayah» alcanzó los 100 millones de visitas en YouTube, lo que hace que Blackpink se convierta en el quinto grupo de chicas K-pop en alcanzar los 100 millones de visitas, así como el video musical de debut más rápido para cualquier grupo de k-pop en alcanzar este hito. 
El 18 de agosto, se lanzó la práctica de baile para «Whistle» y «Boombayah» dos días después, el día 20. El baile de «Boombayah» fue coreografiado por el famoso bailarín Kyle Hanagami, quien previamente coreografió bailes para Girls' Generation, F(x), Red Velvet y Taeyeon.

## Lista de canciones
| Square One |             |                        |                                  |                      |          |  |
| N.º        | Título      | Letras                 | Música                           | Arreglo              | Duración |  |
| 1.         | «Whistle»   | Teddy, Bekuh BOOM, B.I | Teddy, Future Bounce, Bekuh BOOM | Teddy, Future Bounce | 3:32     |  |
| 2.         | «Boombayah» | Teddy, Bekuh BOOM      | Teddy, Bekuh BOOM                | Teddy                | 4:01     |  |
| 7:33       |             |                        |                                  |                      |          |  |

## Posicionamiento en listas
En Corea del Sur, «Whistle» encabezó el Gaon Digital Chart en la edición del 7 al 13 de agosto de 2016 con 150,747 descargas vendidas, encabezando la descarga, y 4,302,547 transmisiones. Mientras tanto, «Boombayah» entró en el número 7 con 88,215 descargas vendidas y 1,866,737 transmisiones.
En los Estados Unidos, «Boombayah» encabezó las canciones digitales mundiales de Billboard para la semana del 27 de agosto de 2016. Mientras que «Whistle» entró en el número 2 de la lista. Ambas canciones vendieron alrededor de 6,000 descargas cada una. En su segunda semana dentro de la lista, «Whistle» se colocó en el número 3 para la semana del 3 de septiembre de 2016.

### Whistle
| Lista (2016)                       | Mejor posición |
| ---------------------------------- | -------------- |
| Corea del Sur (Gaon Digital Chart) | 1              |
| US World Digital Songs (Billboard) | 2              |

### Boombayah
| Lista (2016)                       | Mejor posición |
| ---------------------------------- | -------------- |
| Francia (SNEP)                     | 196            |
| Corea del Sur (Gaon Digital Chart) | 7              |
| US World Digital Songs (Billboard) | 1              |